# Caro Jost
Caro Jost (* 1965 in München) ist eine deutsche Künstlerin. Ihre Werke sind der Konkreten Kunst und Investigativen Kunst zuzuordnen.

## Leben
Nach einem Jurastudium absolvierte Caro Jost ihre künstlerische Ausbildung an der Art Students League in New York und an der Akademie der Bildenden Künste in München, Diplom bei Jean-Marc Bustamante.
Pollock-Krasner Foundation 2020-21 Grant
Heute lebt und arbeitet Caro Jost in München und New York.

## Werk

### Streetprints
Die Arbeiten von Caro Jost werden Streetprints genannt. Im Jahr 2000 entwickelt Caro Jost die Streetprint-Technik und realisiert die ersten Arbeiten auf Leinwand in New York. Diese Technik basiert auf Abdrücken von Straßen und Wegen verschiedener Städte und Metropolen. Der Arbeitsprozess beginnt mit Recherchen nach Ereignissen und Orten die für einen Abdruck und anschließendem Abzug interessant sein könnten. Es sind Orte, die für Jost persönlich oder in ihrem kunsthistorischen Kontext eine besondere Rolle spielen. Viele beziehen sich in mehrfacher Weise direkt auf Arbeitsstätten und Schicksalsorte berühmter Künstler. Die Namen der Künstler und die Ereignisse bleiben unerwähnt, lediglich die Straßen und Plätze werden in den Bildlegenden benannt wie bei den Streetprints: Central Park West / 61th Street, New York (dort erlitt Max Beckmann einen Herzinfarkt), Ground Zero, New York, oder Burdenko 8, Moskau (ehemaliges Wohnhaus Wassily Kandinsky).

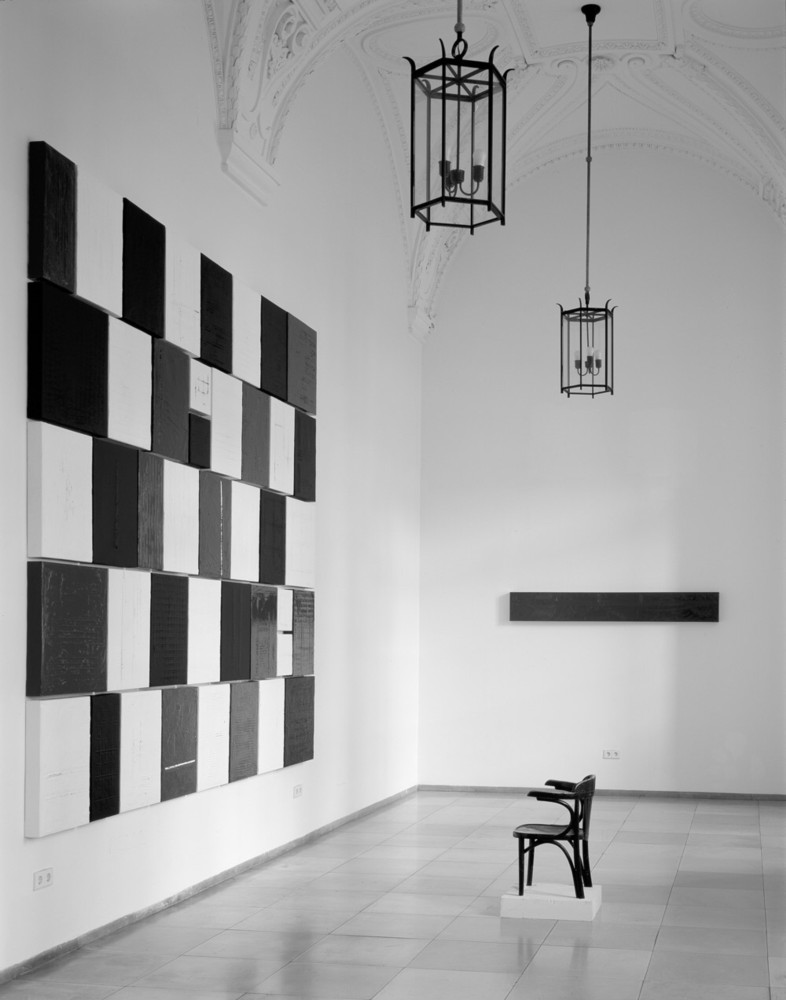
Rauminstallation stop-over/cross-over von Caro Jost. Foto Florian Holzherr

### Rauminstallationstop-over/cross-over
In der Residenz München wurde 2009 die Installation stop-over/cross-over gezeigt.
Die über 13 m² große Wandarbeit besteht aus 42 Streetprints 19 verschiedener Städte, wie New York, Paris, London, Istanbul oder Berlin. Ein ehemaliger Thonet-Stuhl aus der gleichnamigen Bar von Charles Schumann, München, bildet den Mittelpunkt der Installation. Der Stuhl hat jahrelang seinen Dienst als Stammplatz erledigt – heute steht er in einen Gipssockel gegossen, fest auf dem Boden verhaftet.

### Invoice Paintings
In der Werkreihe Invoice paintings verwendet Caro Jost Originalrechnungen, gesammelt in den Archiven ihr wichtiger Künstler, wie Barnett Newman oder Günther Uecker. Wie in ihren Streetprints (seit 2000) sucht und folgt Caro Jost den Spuren der jüngeren Vergangenheit, konserviert und kommentiert sie, überarbeitet und verfremdet sie, überträgt sie ins Heute.

## Film
Im Jahr 2010 startete Caro Jost das Filmprojekt Final traces of the abstract expressionists. Gedreht wurde der Film in New York an den Originalschauplätzen der ehemaligen Wohnungen, Ausstellungsorten, wie den Tenth Street Galleries und Ateliers der Abstrakten Expressionisten. Das Filmprojekt zeigt auf, was von diesen Orten, an denen Mitte des 20. Jahrhunderts Kunstgeschichte geschrieben wurde, heute noch vorhanden ist. Zeitzeugen, wie der Kunsthistoriker Irving Sandler, Künstler wie Alex Katz und Philip Pearlstein, sowie die Verwandten der Künstler geben Interviews.
Premiere am 21. Dezember 2014, Anthology Film Archives, New York. Gezeigt wurde der Film u. a. auf dem Southampton International Film Festival in 2015, NYC Independent Film Festival, 2018
Nominierungen für Best Documentary, Sound in a Documentary, Cinematography in a Documentary.

## Ausstellungen
- 2020: Final traces, Mark Rothko Art Center,[14] Lettland
- 2019: Münter and guests, Museum Münter Haus,[15] Murnau
- 2017: Invoice paintings, Walter Storms Galerie, München
- 2015: Final traces, Museum für Konkrete Kunst, Ingolstadt
- 2014: Streetprints, 401Contemporary,[16] Berlin
- 2014: One night at Schumann`s, Stadtmuseum,[17] München
- 2013/14: Hauptsache grau #04 Konstruiertes Grau, Mies van der Rohe Haus, Berlin
- 2008: Streetprints, Museum Haus der Künste[18], Veszprém

## Arbeiten in Museen
- AkzoNobel Art Foundation, Amsterdam[19]
- Jumex Collection, Mexico
- Sammlung Wemhöner, Berlin
- Städtische Galerie im Lenbachhaus, München
- Chelsea Art Museum, New York
- Museum of Art, Maine

### Artikel
- Christoph Wiedemann: Die Spurensucherin – Caro Jost im Museum für Konkrete Kunst Ingolstadt In Süddeutsche Zeitung Nr. 109, 14. Mai 2015
- Annegret Erhard: Die Kartografin Caro Jost, mit Fotos von Monika Hoefler. In Weltkunst, Heft 79/2013
- Gabi Czöppan:  Der Kunst-Tipp In Focus, 49/2013
- Alexander Pühringer: Life is all Memory In: Untitled 003, März 2012
- Agnes Dominique Dabrowski: Spurwechsel – Sie warfen die Regeln der Malerei um und schufen Bilder, die den Betrachter vor den Kopf stießen. Als Abstrakte Expressionisten schrieben viele Künstler im New York der Fünfziger Kunstgeschichte. Eine Deutsche sucht nach ihren Spuren In Artinvestor Nr. 01/2012, Seite 33–39
- Jochen Arntz: Broadway, Ecke Georgenstraße – Zwischen Schwabing und Manhattan: In den dreißiger Jahren zog der Maler Hans Hofmann nach New York. Er inspirierte eine Generation großer amerikanischer Künstler. Die Münchnerin Caro Jost sucht die Spuren der Zeit In Süddeutsche Zeitung Nr. 89, Die Seite Drei, 16./17. April 2011
- Simon Kingsley: Tenth Street, New York In German Films Quarterly 3, 2010